# Michael Cole (Psychologe)
Michael Cole (* 13. April 1938 in Los Angeles) ist ein US-amerikanischer Psychologe und Hochschullehrer an der University of California, San Diego. Sein Schwerpunkt ist die Erforschung der kognitiven Entwicklung und Mediation kognitiver Fähigkeiten beim Menschen.
Cole wuchs in Los Angeles auf, wo er die Fairfax High School besuchte. 1955 schrieb er sich am Oberlin College in Ohio für Psychologie ein. 1957 wechselte er erst an die University of California, Berkeley und dann an die University of California, Los Angeles, wo er 1959 seinen Bachelor of Arts erhielt. Mit einem Stipendium der Woodrow Wilson National Fellowship Foundation promovierte er 1962 an der Indiana University.
1981 wurde er in die American Academy of Arts and Sciences aufgenommen.